# Ozu Yasujirō

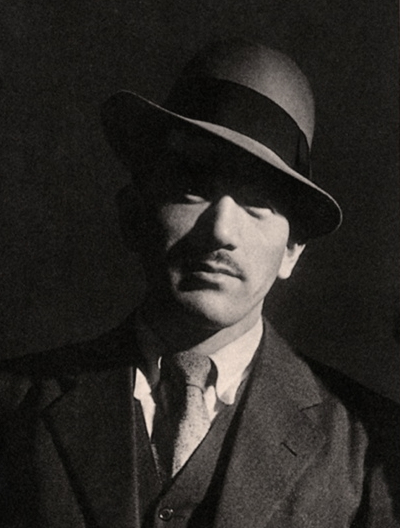
Ozu Yasujirō in den frühen 1950er Jahren

Ozu Yasujirō (jap. 小津 安二郎; anhörenⓘ; * 12. Dezember 1903 in Fukagawa, Tokio (heute: Kōtō-ku); † 12. Dezember 1963 in Tokio) war ein japanischer Regisseur und Drehbuchautor. Im Zentrum seiner Filme standen oft die Themen Familie, Ehe und Generationenkonflikt, vielfach thematisierte er auch den Wandel der japanischen Gesellschaft und die damit verbundenen Auswirkungen.

## Leben
Ozu war der zweite Sohn eines Düngemittelhändlers. Vater und Mutter entstammten beide reichen Familien. Neben einem älteren hatte er noch einen jüngeren Bruder sowie zwei jüngere Schwestern.
Ozu lebte bis zu seinem zehnten Lebensjahr in Tokio. Danach zog die Familie nach Matsusaka, dem Geburtsort des Vaters, wo er zunächst Schüler der Uji-Yamada-Mittelschule war. Er wurde jedoch wegen Aufsässigkeit und schlechtem Benehmen in Verbindung mit seinem Hang zum Alkohol von dem Internat verwiesen.
Nachdem er die Aufnahmeprüfung für eine Höhere Schule nicht bestanden hatte, arbeitete er kurze Zeit als Aushilfslehrer in einem Bergdorf in der Nähe von Matsusaka, bevor er 1923 mit der gesamten Familie wieder nach Tokio zurückkehrte. Im Sommer 1923 trat er der Filmschule von Shochiku bei. Der Shochiku-Filmgesellschaft blieb er sein Leben lang treu – ein typisch japanisches Arbeitgeber-Arbeitnehmer-Verhältnis.
Er begann seine Filmtätigkeit als Kameramann und später Regieassistent, bevor er 1927 seinen ersten Film Zange no yaiba (Das Schwert der Reue) drehte. Es folgten 53 weitere Filme, 26 davon in seinen ersten fünf Jahren als Regisseur. Nur 37 Filme sind bis heute erhalten geblieben. Zunächst produzierte er Komödien, bevor er sich ab 1930 mehr sozialen Themen, mit dem Schwerpunkt Familiendrama, zuwandte. Seine bekanntesten Filme aus der Vorkriegszeit sind: Ich wurde geboren, aber… (1932) und Eine Herberge in Tokio (1935). Seinen einzigen Dokumentarfilm drehte er 1936; Kagami jishi wurde mit dem Tsuchihashi-Tonsystem vertont.
Im Zweiten Weltkrieg war er Soldat in Festlandchina (siehe Zweiter Japanisch-Chinesischer Krieg), damals noch Republik China.
In Erzählungen eines Nachbarn (1947), seinem ersten Film nach dem Krieg, setzte sich Ozu mit den gesellschaftlichen Verwerfungen nach der Niederlage auseinander. Diese Problematik verarbeitete er ein Jahr später auch in Ein Huhn im Wind. Seine Filme erlangten in den 1950er Jahren größere Beliebtheit. Sein bekanntestes Werk ist Die Reise nach Tokyo aus dem Jahr 1953. Weitere bekannte Filme sind Der Geschmack von grünem Tee über Reis (1952), Früher Frühling (1956), Guten Morgen, Abschied in der Dämmerung (beide 1959) und Spätherbst (1960). Sein letzter Film war Ein Herbstnachmittag (1962).
Ozu blieb unverheiratet und lebte zusammen mit seiner verwitweten Mutter. Er starb nach langer Krebserkrankung an seinem 60. Geburtstag und wurde auf dem Friedhof des Tempels Engaku-ji in Kamakura begraben.

## Stil und Einfluss

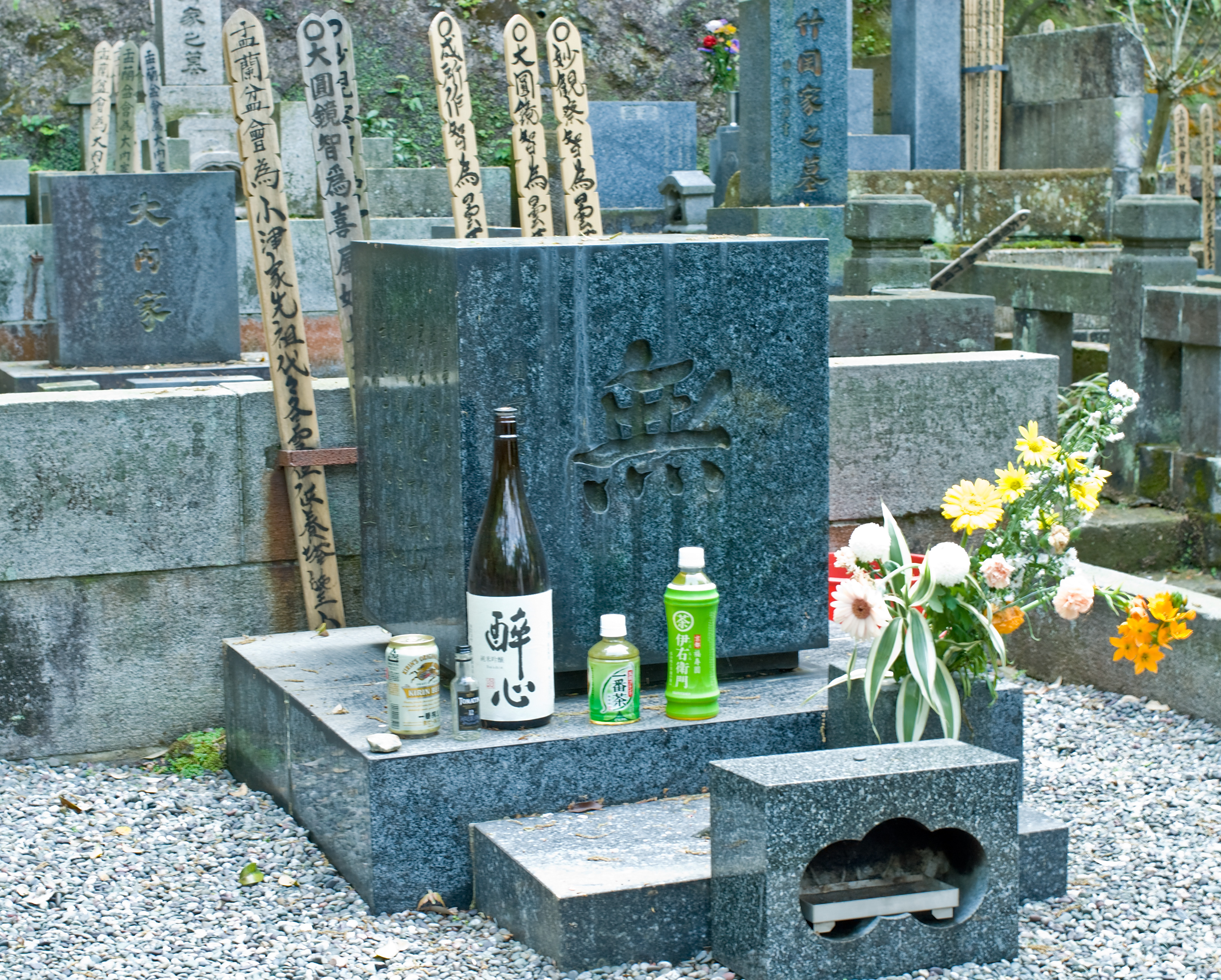
Ozus Grab in Kamakura, 2008

Als Regisseur galt Ozu als exzentrisch und perfektionistisch. Er wurde als der „japanischste“ Filmemacher angesehen, und seine Filme wurden vor 1960 außerhalb von Japan kaum gezeigt. Erst ab 1936 setzte er mit Der einzige Sohn den Tonfilm ein; Sommerblüten von 1958 war sein erster Farbfilm. Bis zum letzten Film drehte er nur noch in Farbe, so dass es sechs Farbfilme in Reihe gibt. Die herausstechenden stilistischen Merkmale seiner Filme sind die vorherrschende, in Spätwerken zum Teil allein verwendete Kameraeinstellung, die der Perspektive eines auf dem Boden hockenden Menschen entspricht, sowie die „Durchblicke“ in den traditionellen japanischen Wohnhäusern. Die Darsteller sprechen bei Dialogen oft direkt in die Kamera. Zwischen einzelnen Szenen zeigt Ozu manchmal Stillleben mit Vasen und Teekannen oder Gebäude. Er arbeitete viel mit dem Drehbuchautor Koga Noda zusammen. Weitere feste Partner waren der Kameramann Yuhara Atsuta und die Schauspielerin Setsuko Hara. Seit seinem zweiten Film arbeitete Ozu mit dem Schauspieler Chishū Ryū. Er spielte danach in allen Filmen mit, außer in Was hat die Dame vergessen?
Erst spät wurden Ozus Werke außerhalb Japans bekannt, dem breiten Publikum blieb er unbekannt. Viele Cineasten und Filmschaffende schätzen ihn jedoch als einen der größten Meister. In den Werken westlicher Regisseure wie Alain Resnais, Rainer Werner Fassbinder, Aki Kaurismäki, Jim Jarmusch, Richard Linklater oder Doris Dörrie, aber auch jüngerer japanischer Regisseure wie Takeshi Kitano und Hirokazu Koreeda, ist sein stilistischer Einfluss unverkennbar. Wim Wenders drehte den Dokumentarfilm Tokyo-Ga über Ozu.

## Filmografie
| - 1927: Das Schwert der Reue (Zange no yaiba) - 1928: Kürbis (Kabocha) - 1928: Ehefrau verloren (Nyōbō funshitsu) - 1928: Träume der Jugend (Wakodo no yume) - 1928: Ein Paar in Bewegung (Hikkoshi fufu) - 1928: Körper wunderschön (Nikutaibi) - 1929: Schatz-Berg (Takara no yama) - 1929: Das Leben eines Büroangestellten (Kaishain seikatsu) - 1929: Tage der Jugend (Wakaki hi) - 1929: Kämpfende Freunde – Japanische Art (Wasei kenka tomodachi) - 1929: Ich habe promoviert, aber… (Daigaku wa deta keredo…) - 1929: Ein aufrichtiger Junge (Tokkan kozō) - 1930: Die Frau jener Nacht (Sono yo no tsuma) - 1930: Eine Einführung in die Ehe (Kekkongaku nyūmon) - 1930: Vergnügter Spaziergang (Hogaraka ni ayume) - 1930: Ich bin zwar durchgefallen, aber… (Rakudai wa shita keredo…) - 1930: Der rachsüchtige Geist des Eros (Erogami no onryō) - 1930: Verlorenes Glück (Ashi ni sawatta kōun) - 1930: Junges Fräulein (Ojōsan) - 1931: Die Lady und der Bärtige (Shukujo to hige) - 1931: Sorgen einer Schönheit (Bijin aishū) - 1931: Der Chor von Tokio (Tōkyō no kōrasu) - 1932: Frühling kommt von den Damen (Haru wa gofujin kara) - 1932: Ich wurde geboren, aber… (Umarete wa mita keredo…) - 1932: Wo sind die Träume der Jugend geblieben? (Seishun no yume imaizuko) - 1932: Bis zu dem Tag an dem wir uns wieder sehen (Mata au hi made) - 1933: Eine Frau aus Tokio (Tōkyō no onna) | - 1933: Eine Frau in der Gefahrenzone (Hijōsen no onna) - 1933: Eine Laune (Dekigokoro) - 1934: Eine Mutter sollte geliebt werden (Haha o kowazuya) - 1934: Eine Geschichte vom Treibgras (Ukigusa monogatari) - 1935: Ein unschuldiges Dienstmädchen (Hakoiri musume) - 1935: Eine Herberge in Tokyo (Tōkyō no yado) - 1936: Kagami jishi (Dokumentarfilm über Kabuki) - 1936: Hochschule ist ein schöner Platz (Daigaku yoitoko) - 1936: Der einzige Sohn (Hitori musuko) - 1937: Was hat die Dame vergessen? (Shukujo wa nani o wasureta ka) - 1941: Die Geschwister Toda (Toda-ke no kyōdai) - 1942: Es war einmal ein Vater (Chichi ariki) - 1947: Erzählungen eines Nachbarn (Nagaya shinshiroku) - 1948: Ein Huhn im Wind (Kaze no naka no mendori) - 1949: Später Frühling (Banshun) - 1950: Die Schwestern Munekata (Munekata kyōdai) - 1951: Weizenherbst (Bakushū) - 1952: Der Geschmack von grünem Tee über Reis (Ochazuke no aji) - 1953: Die Reise nach Tokyo (Tōkyō monogatari) - 1956: Früher Frühling (Sōshun) - 1957: Tokio in der Dämmerung (Tōkyō boshoku) - 1958: Sommerblüten (Higanbana) (Ozus erster Farbfilm) - 1959: Guten Morgen (Ohayō) - 1959: Abschied in der Dämmerung (Ukigusa) - 1960: Spätherbst (Akibiyori) - 1961: Der Herbst der Familie Kohayagawa (Kohayagawa-ke no aki) - 1962: Ein Herbstnachmittag (Sanma no aji) |